# Muhamed Šahinović
Muhamed Šahinović (ur. 30 września 2003 w Sarajewie) – bośniacki piłkarz grający na pozycji bramkarza w klubie Rakowa Częstochowa.

## Kariera juniorska
Šahinović grał jako junior w FK Sarajevo (do 2022).

## Kariera seniorska

### FK Sarajevo
Šahinović zadebiutował w pierwszej drużynie FK Sarajevo 13 października 2020 w meczu Pucharu Bośni i Hercegowiny z FK Radničkiami Lukavac (wyg. 0:4), zachowując wtedy też swoje pierwsze czyste konto. Ostatecznie w barwach tego klubu wystąpił on 35 razy zachowując 11 czystych kont.

### Raków Częstochowa
Šahinović podpisał czteroipółletni kontrakt z Rakowem Częstochowa 11 grudnia 2023. Debiut dla nich zaliczył 13 kwietnia 2024 w zremisowanym 1:1 spotkaniu przeciwko Legii Warszawa.
Šahinović w sezonie 2023/2024 trzykrotnie wystąpił w rezerwach Rakowa Częstochowa.

### MFK Zemplín Michalovce
Šahinović został wypożyczony do MFK Zemplín Michalovce 1 sierpnia 2024. Zadebiutował dla nich 31 sierpnia 2024 w meczu z KFC Komárno (wyg. 1:3). 27 października 2024 w starciu z MFK Skalica (wyg. 2:1) zanotował asystę. Pierwsze czyste konto zachował 23 listopada 2024 w wygranym 0:1 spotkaniu przeciwko DAC 1904 Dunajská Streda. Ostatecznie w barwach tego klubu wystąpił on 12 razy zachowując 3 czyste konta.

## Kariera reprezentacyjna

### Bośnia i Hercegowina U-15
Šahinović zaliczył jeden występ w reprezentacji Bośni i Hercegowiny U-15. Miało to miejsce 10 maja 2018 w meczu ze Stanami Zjednoczonymi.

### Bośnia i Hercegowina U-16
Šahinović zagrał dwa razy dla reprezentacji Bośni i Hercegowiny U-16. Były to mecze rozegrane 26 i 28 kwietnia 2019 przeciwko kolejno Armenii i Gibraltarowi. W obu z nich zachował czyste konto.

### Bośnia i Hercegowina U-17
Šahinović zadebiutował w reprezentacji Bośni i Hercegowiny U-17 w wygranym 5:1 spotkaniu przeciwko Albanii. Pierwsze czyste konto zachował 3 września 2019 w meczu z Walią (wyg. 2:0). Ostatecznie w barwach tej reprezentacji Šahinović wystąpił 5 razy dwukrotnie kończąc mecz bez straty gola.

### Bośnia i Hercegowina U-18
Šahinović wystąpił jeden raz w reprezentacji Bośni i Hercegowiny U-18. Miało to miejsce 25 lutego 2020 w meczu z Czarnogórą (przeg. 2:0). 

### Bośnia i Hercegowina U-19
Šahinović zaliczył debiut dla reprezentacji Bośni i Hercegowiny U-19 11 marca 2021 w meczu z Macedonią Północną (wyg. 1:2). Pierwsze czyste konto zachował 8 października 2021 w wygranym 0:3 spotkaniu z Serbią. Łącznie dla tej reprezentacji rozegrał on 11 meczów 4 razy zachowując czyste konto.

### Bośnia i Hercegowina U-21
Šahinović zadebiutował w reprezentacji Bośni i Hercegowiny U-21 10 czerwca 2022 w przegranym 1:0 spotkaniu przeciwko Macedonii Północnej. Pierwsze czyste konto zachował 25 listopada 2022 w meczu z Bułgarią (wyg. 0:3).

## Statystyki

### Klubowe
(aktualne na dzień 31 listopada 2024)
| Klub                   | Sezon              | Liga                              | Liga  | Liga   | Puchar kraju | Puchar kraju | Europa | Europa | Suma  | Suma   |
| Klub                   | Sezon              | Liga                              | Mecze | Bramki | Mecze        | Bramki       | Mecze  | Bramki | Mecze | Bramki |
| ---------------------- | ------------------ | --------------------------------- | ----- | ------ | ------------ | ------------ | ------ | ------ | ----- | ------ |
| FK Sarajevo            | 2020/21            | Premijer liga Bosne i Hercegovine | 0     | 0      | 1            | 0            | –      | –      | 1     | 0      |
| FK Sarajevo            | 2021/22            | Premijer liga Bosne i Hercegovine | 1     | 0      | 0            | 0            | –      | –      | 1     | 0      |
| FK Sarajevo            | 2022/23            | Premijer liga Bosne i Hercegovine | 18    | 0      | 0            | 0            | –      | –      | 18    | 0      |
| FK Sarajevo            | 2023/24            | Premijer liga Bosne i Hercegovine | 14    | 0      | 0            | 0            | 1      | 0      | 15    | 0      |
| FK Sarajevo            | Ogólnie            | Ogólnie                           | 33    | 0      | 1            | 0            | 1      | 0      | 35    | 0      |
| Raków Częstochowa      | 2023/24            | Ekstraklasa                       | 1     | 0      | 0            | 0            | –      | –      | 1     | 0      |
| Raków Częstochowa      | 2024/25            | Ekstraklasa                       | 0     | 0      | 0            | 0            | –      | –      | 0     | 0      |
| Raków Częstochowa      | Ogólnie            | Ogólnie                           | 1     | 0      | 0            | 0            | 0      | 0      | 1     | 0      |
| Raków Częstochowa II   | 2023/24            | III liga                          | 3     | 0      | 0            | 0            | –      | –      | 0     | 0      |
| Raków Częstochowa II   | Ogólnie            | Ogólnie                           | 3     | 0      | 0            | 0            | 0      | 0      | 3     | 0      |
| MFK Zemplín Michalovce | 2024/25            | 1. liga                           | 10    | 0      | 2            | 0            | –      | –      | 12    | 0      |
| MFK Zemplín Michalovce | Ogólnie            | Ogólnie                           | 10    | 0      | 2            | 0            | 0      | 0      | 12    | 0      |
| Ogólnie w karierze     | Ogólnie w karierze | Ogólnie w karierze                | 47    | 0      | 3            | 0            | 1      | 0      | 51    | 0      |

### Reprezentacyjne
(aktualne na dzień 30 listopada 2024)
| Reprezentacja             | Rok                | Mecze | Bramki |
| ------------------------- | ------------------ | ----- | ------ |
| Bośnia i Hercegowina U-15 | 2018               | 1     | 0      |
| Ogólnie                   | Ogólnie            | 1     | 0      |
| Bośnia i Hercegowina U-16 | 2019               | 2     | 0      |
| Ogólnie                   | Ogólnie            | 2     | 0      |
| Bośnia i Hercegowina U-17 | 2019               | 5     | 0      |
| Ogólnie                   | Ogólnie            | 5     | 0      |
| Bośnia i Hercegowina U-18 | 2020               | 1     | 0      |
| Ogólnie                   | Ogólnie            | 1     | 0      |
| Bośnia i Hercegowina U-19 | 2021               | 7     | 0      |
| Bośnia i Hercegowina U-19 | 2022               | 4     | 0      |
| Ogólnie                   | Ogólnie            | 11    | 0      |
| Bośnia i Hercegowina U-21 | 2022               | 5     | 0      |
| Bośnia i Hercegowina U-21 | 2023               | 4     | 0      |
| Bośnia i Hercegowina U-21 | 2024               | 1     | 0      |
| Ogólnie                   | Ogólnie            | 10    | 0      |
| Ogólnie w karierze        | Ogólnie w karierze | 30    | 0      |

| Mecze i gole w reprezentacji | Mecze i gole w reprezentacji | Mecze i gole w reprezentacji | Mecze i gole w reprezentacji | Mecze i gole w reprezentacji | Mecze i gole w reprezentacji | Mecze i gole w reprezentacji | Mecze i gole w reprezentacji                  |
| Bośnia i Hercegowina U-15    | Bośnia i Hercegowina U-15    | Bośnia i Hercegowina U-15    | Bośnia i Hercegowina U-15    | Bośnia i Hercegowina U-15    | Bośnia i Hercegowina U-15    | Bośnia i Hercegowina U-15    | Bośnia i Hercegowina U-15                     |
| Lp.                          | Data                         | Miejsce                      | Gospodarz                    | Gość                         | Wynik                        | Gol                          | Rozgrywki                                     |
| ---------------------------- | ---------------------------- | ---------------------------- | ---------------------------- | ---------------------------- | ---------------------------- | ---------------------------- | --------------------------------------------- |
| 1.                           | 10.05.2018                   | Velika Gorica                | Stany Zjednoczone U-15       | Bośnia i Hercegowina U-15    | 1:3                          |                              | Mecz towarzyski                               |
| Bośnia i Hercegowina U-16    |                              |                              |                              |                              |                              |                              |                                               |
| Lp.                          | Data                         | Miejsce                      | Gospodarz                    | Gość                         | Wynik                        | Gol                          | Rozgrywki                                     |
| 1.                           | 26.04.2019                   | Zenica                       | Bośnia i Hercegowina U-16    | Armenia U-16                 | 0:0                          |                              | Mecz towarzyski                               |
| 2.                           | 28.04.2019                   | Zenica                       | Bośnia i Hercegowina U-16    | Gibraltar U-16               | 3:0                          |                              | Mecz towarzyski                               |
| Bośnia i Hercegowina U-17    |                              |                              |                              |                              |                              |                              |                                               |
| Lp.                          | Data                         | Miejsce                      | Gospodarz                    | Gość                         | Wynik                        | Gol                          | Rozgrywki                                     |
| 1.                           | 13.08.2019                   | Doboj                        | Bośnia i Hercegowina U-17    | Albania U-17                 | 3:0                          |                              | Mecz towarzyski                               |
| 2.                           | 03.09.2019                   | Kakanj                       | Bośnia i Hercegowina U-17    | Walia U-17                   | 2:0                          |                              | Mecz towarzyski                               |
| 3.                           | 25.09.2019                   | Kaarina                      | Mołdawia U-17                | Bośnia i Hercegowina U-17    | 0:3                          |                              | Mistrzostwa Europy U-17 2020 – eliminacje     |
| 4.                           | 28.09.2019                   | Kaarina                      | Finlandia U-17               | Bośnia i Hercegowina U-17    | 2:1                          |                              | Mistrzostwa Europy U-17 2020 – eliminacje     |
| 5.                           | 01.10.2019                   | Salo                         | Czechy U-17                  | Bośnia i Hercegowina U-17    | 4:1                          |                              | Mistrzostwa Europy U-17 2020 – eliminacje     |
| Bośnia i Hercegowina U-18    |                              |                              |                              |                              |                              |                              |                                               |
| Lp.                          | Data                         | Miejsce                      | Gospodarz                    | Gość                         | Wynik                        | Gol                          | Rozgrywki                                     |
| 1.                           | 25.02.2020                   | Podgorica                    | Czarnogóra U-18              | Bośnia i Hercegowina U-18    | 2:0                          |                              | Mecz towarzyski                               |
| Bośnia i Hercegowina U-19    |                              |                              |                              |                              |                              |                              |                                               |
| Lp.                          | Data                         | Miejsce                      | Gospodarz                    | Gość                         | Wynik                        | Gol                          | Rozgrywki                                     |
| 1.                           | 11.03.2021                   | Skopje                       | Macedonia Północna U-19      | Bośnia i Hercegowina U-19    | 1:2                          |                              | Mecz towarzyski                               |
| 2.                           | 08.06.2021                   | Sveti Martin na Muri         | Arabia Saudyjska U-20        | Bośnia i Hercegowina U-19    | 0:1                          |                              | Mecz towarzyski                               |
| 3.                           | 05.09.2021                   | Bijeljina                    | Bośnia i Hercegowina U-19    | Rumunia U-19                 | 1:5                          |                              | Mecz towarzyski                               |
| 4.                           | 08.10.2021                   | Stara Pazova                 | Serbia U-19                  | Bośnia i Hercegowina U-19    | 0:3                          |                              | Mecz towarzyski                               |
| 5.                           | 10.11.2021                   | Albena                       | Bułgaria U-19                | Bośnia i Hercegowina U-19    | 0:2                          |                              | Mistrzostwa Europy U-19 2022 – eliminacje     |
| 6.                           | 13.11.2021                   | Dobricz                      | Irlandia U-19                | Bośnia i Hercegowina U-19    | 1:1                          |                              | Mistrzostwa Europy U-19 2022 – eliminacje     |
| 7.                           | 16.11.2021                   | Dobricz                      | Czarnogóra U-19              | Bośnia i Hercegowina U-19    | 0:4                          |                              | Mistrzostwa Europy U-19 2022 – eliminacje     |
| 8.                           | 01.02.2022                   | Segedyn                      | Węgry U-19                   | Bośnia i Hercegowina U-19    | 6:2                          |                              | Mecz towarzyski                               |
| 9.                           | 23.03.2022                   | Herstal                      | Czechy U-19                  | Bośnia i Hercegowina U-19    | 0:1                          |                              | Mistrzostwa Europy U-19 2022 – runda elitarna |
| 10.                          | 26.03.2022                   | Dax                          | Bośnia i Hercegowina U-19    | Szwecja U-19                 | 3:2                          |                              | Mistrzostwa Europy U-19 2022 – runda elitarna |
| 11.                          | 29.03.2022                   | Dax                          | Bośnia i Hercegowina U-19    | Francja U-19                 | 1:2                          |                              | Mistrzostwa Europy U-19 2022 – runda elitarna |
| Bośnia i Hercegowina U-21    |                              |                              |                              |                              |                              |                              |                                               |
| Lp.                          | Data                         | Miejsce                      | Gospodarz                    | Gość                         | Wynik                        | Gol                          | Rozgrywki                                     |
| 1.                           | 10.06.2022                   | Skopje                       | Macedonia Północna U-21      | Bośnia i Hercegowina U-21    | 1:0                          |                              | Mecz towarzyski                               |
| 2.                           | 12.06.2022                   | Skopje                       | Macedonia Północna U-21      | Bośnia i Hercegowina U-21    | 2:1                          |                              | Mecz towarzyski                               |
| 3.                           | 23.09.2022                   | Sarajewo                     | Bośnia i Hercegowina U-21    | Szwajcaria U-21              | 0:3                          |                              | Mecz towarzyski                               |
| 4.                           | 26.09.2022                   | Kranj                        | Słowenia U-21                | Bośnia i Hercegowina U-21    | 2:3                          |                              | Mecz towarzyski                               |
| 5.                           | 25.11.2022                   | Płowdiw                      | Bułgaria U-21                | Bośnia i Hercegowina U-21    | 0:3                          |                              | Mecz towarzyski                               |
| 6.                           | 28.03.2023                   | Velika Gorica                | Chiny U-21                   | Bośnia i Hercegowina U-21    | 0:2                          |                              | Mecz towarzyski                               |
| 7.                           | 07.09.2023                   | Sarajewo                     | Bośnia i Hercegowina U-21    | Słowenia U-21                | 1:2                          |                              | Mistrzostwa Europy U-21 2025 – eliminacje     |
| 8.                           | 13.10.2023                   | Sarajewo                     | Bośnia i Hercegowina U-21    | Francja U-21                 | 1:2                          |                              | Mistrzostwa Europy U-21 2025 – eliminacje     |
| 9.                           | 17.11.2023                   | Larnaka                      | Cypr U-21                    | Bośnia i Hercegowina U-21    | 1:2                          |                              | Mistrzostwa Europy U-21 2025 – eliminacje     |
| 10.                          | 22.03.2024                   | Murska Sobota                | Słowenia U-21                | Bośnia i Hercegowina U-21    | 3:0                          |                              | Mistrzostwa Europy U-21 2025 – eliminacje     |

## Sukcesy

### FK Sarajevo
- Puchar Bośni i Hercegowiny w piłce nożnej (1×): 2020/2021[18]